# Fokker A.I
El Fokker A.I, també conegut per la seva designació Fokker M.8, era un avió de reconeixement monoplà de dos seients, sense armament, "classe A", de l'era 1914-15 al començament de la Primera Guerra Mundial, impulsat com l'anterior Fokker M.5, amb 58,8 kW. (80 CV) motor rotatiu de set cilindres Oberursel U.0, o umlaufmotor, gairebé un clon del motor rotatiu Gnome Lambda del mateix nivell de potència de sortida. Es va utilitzar la mateixa versió de motor rotatiu de set cilindres U.0 en tots Fokker monoplans militars abans del debut del caça Fokker E.II Eindecker en 1915-16. L'avió «A.I» s'assemblava a un Fokker M.5 substancialment ampliat, amb una estructura de puntals dorsal alts per manejar els conjunts triples de cables estacionaris de vol i aterratge ancorats al travesser davanter dels panells laterals, cadascun dels quals té catorze costelles, i els conjunts triples similars de cables d'ordit de l'ala units al travesser posterior. El «A.I» i els anteriors «A.II» van ser fabricats per Fokker sota llicència Halberstadt. Els orígens de l'A.I, A.II i A.III estaven en un Morane-Saulnier Tipus H comprat a França. Això va portar a l'inicial fuselatge del Fokker M.5, dissenyat per Martin Kreutzer, del qual es va derivar l'I.A més gran. Fokker va donar moltes exhibicions acrobàtiques en el M.5 en vespres de la Primera Guerra Mundial. El M.8 va ser utilitzat, com l'A.I, pel Fliegertruppe (Servei Aeri de l'Exèrcit Imperial Alemany) i entre Fokker i Halberstadt es van produir al voltant de 63.

## Especificacions
- Dades de Scott, Josef (2012). Fokker Eindecker Compendium, Volum 1. Berkhampstead, Hertfordshire Regne Unit: Albatros Publications, Ltd. p. 18. ISBN 978-1-906798-22-2 .

### Característiques generals
- Tripulació: 2, pilot i observador.
- Longitud: 7.54 m (24 peus 9 pulg.)
- Envergadura: 12.12 m (39 peus 9 pulg.)
- Altura: 2.75 m (9 peus 0 in)
- Àrea de l'ala: 16.0 m² (172 peus 2)
- Central elèctrica : 1 × Oberursel U.0, 58.8 kW (80 CV)

### Actuació
- Velocitat màxima: 135 km / h (84 mph)
- Abast: 400 km (249 milles).
- Sostre de servei: 3000 m (9840 peus)
- Sense armament